# Piridostigmina
La piridostigmina es un parasimpaticomimético y anticolinesterásico, por medio de la inhibición reversible de la colinesterasa, una enzima que se encuentra a nivel sináptico. Es una amina cuaternaria que se absorbe mal en el tracto gastrointestinal y no cruza la barrera hematoencefálica, exceptuando quizás en situaciones de estrés. Las marcas comerciales en las que viene la piridostigmina incluyen Mestinon® y Regonol®.

## Mecanismo
La piridostigmina es un análogo de neostigmina que  inhibe la enzima acetilcolinesterasa en el espacio intersináptico por inhibición competitiva. Ello trae como resultado un retraso en la hidrólisis del neurotransmisor acetilcolina; de esta manera facilita la transmisión del impulso nervioso a la unión neuromuscular.  
Farmacocinética
Piridostigmina tiene una biodisponibilidad del 10-20% debido a que no se absorbe de manera eficiente en el tracto gastrointestinal. La TMAX es de 2.2 ±1.0 hora.(4)
El volumen de distribución es de 19 ± 12 litros, esto nos indica que la Piridostigmina se distribuye en los tejidos.  No hay información disponible de su unión a proteínas.(4)
Piridostigmina se hidroliza por la enzima colinesterasa y es metabolizada a nivel hepático. Es excretada en la orina tanto en forma de Piridostigmina como de sus metabolitos. El aclaramiento de la Piridostigmina es de 830 mL/min y su vida media de eliminación es de 3 horas aproximadamente. (4)
Uso en disfunción renal
En pacientes con disfunción renal (n=4), la vida media de eliminación se incrementa 3 veces y el aclaramiento se disminuye en un 75%. Por ende se debe tener precaución al administrar Piridostigmina en estos pacientes. (4)

## Usos clínicos
La Piridostigmina se usa para el tratamiento de debilidad muscular en personas con miastenia gravis y para combatir los efectos de la toxicidad por droga de tipo curariforme. El bromuro de piridostigmina se ha usado en círculos militares para contrarrestar los efectos del agente nervioso Soman y aumentar la probabilidad de sobrevivir un ataque con este agente. En esta última función se ha usado en particular durante la primera Guerra del Golfo.
El único uso aprobado por la FDA (Food and Drug Administration) para la Piridostigmina es como profiláctico de los efectos letales de Soman. El uso de Piridostigmina se debe interrumpir ante el primer signo de síndrome colinérgico. Es importante mencionar que se debe administrar atropina y pralidoxima previo a un tratamiento con Piridostigmina. (4)
Se debe usar con precaución en pacientes con asma, enfermedad pulmonar obstructiva, bradicardia, arritmias cardiacas y en pacientes que hayan sido tratados por hipertensión o glaucoma con bloqueadores beta adrenérgicos. (4)
La piridostigmina se usa ahora para el tratamiento de la hipotensión ortostática.
Contraindicaciones
Piridostigmina está contraindicado en obstrucción intestinal o urinaria. 
No administrar a personas con hipersensibilidad a agentes anticolinesterásicos. (4)

## Efectos secundarios
Los efectos secundarios de la Piridostigmina pueden ser muscarínicos o nicotínicos. Dentro de los efectos muscarínicos encontramos malestar estomacal, diarrea, vómitos, sialorrea, incontinencia urinaria, incremento en la secreción bronquial, diaforesis, miosis y epifora. Los nicotínicos incluyen calambres, fasciculaciones y debilidad. (4)
Debido a que no cruza fácilmente la barrera hematoencefálica sus efectos a nivel central son poco frecuentes y graves; consisten principalmente en dolor de cabeza, vértigo y cambios insignificantes en la presión arterial, frecuencia cardiaca y función  respiratoria. (4)